# Galesburg (Dakota du Nord)
Pour les articles homonymes, voir Galesburg.
La ville de Galesburg est située dans le comté de Traill, dans l’État du Dakota du Nord, aux États-Unis. Sa population s’élevait à 108 habitants lors du recensement de 2010, estimée à 104 habitants en 2018.

## Histoire
Galesburg a été fondée en 1882.

## Démographie
| 1950 | 1960 | 1970 | 1980 | 1990 | 2000 |
| ---- | ---- | ---- | ---- | ---- | ---- |
| 169  | 166  | 134  | 165  | 161  | 157  |

| 2010 | - | - | - | - | - |
| ---- | - | - | - | - | - |
| 108  | - | - | - | - | - |